# Jean-Dominic Leduc
 (mai 2023).
Jean-Dominic Leduc (né le 9 juin 1976) est un acteur, auteur, chroniqueur, médiateur BD et éditeur québécois.

## Biographie
Depuis sa sortie de l'école de théâtre de St-Hyacinthe en 2000, Jean-Dominic Leduc œuvre comme comédien au petit écran (Réal-Tv, Virginie, L'Auberge du chien noir, District 31, Indéfendable), sur WebTV (HAS-BINE, WANNABI) et sur scène, notamment au théâtre (Zone, 2005 Revue et corrigée, L’Hôtel du libre échange, Les Justes, Genesis 74) et en musique (3 Briques dans un coffre à gants),,,,,.
Il agit également à titre de chroniqueur sur la bande dessinée, à la radio (Bande À Part, La nuit qui bat, Radiorama, Aujourd’hui l’Histoire), à la télévision (M'As-tu lu ?, BDQC) et dans la presse écrite (Journal de Montréal, Les Libraires). Il est l'auteur d’ouvrages sur la bande dessinée québécoise dont Demi-Dieux, 40 ans de super-héros dans la bande dessinée québécoises et cosignataire de Les Années Croc (éd. Québec Amérique) en collaboration avec Michel Viau,.
Il a piloté la modeste structure éditoriale Mem9ire se consacrant à la publication d’ouvrages de référence de 2013 à 2016. En 2023, il publie les ouvrages Pierre Fournier, Serial doodler et Hommages au Capitaine Kébec en hommage à Pierre Fournier.
Il a également créé en 2016 la librairie Z, spécialisée en Bande dessinée,.
Il agit en outre à titre de conférencier sur le 9e art en milieu scolaire et communautaire, en plus d’animer le balado d’entrevues Entre 2 cases.

## Filmographie
- 2000 - 2004 : Réal-IT /Réal-TV (Série jeunesse), Rôle : Fx
- 2001 : Virginie (Téléroman), Rôle : Frédéric Paillé
- 2005 : Kif-Kif (Série jeunesse), Rôle : Jean-Guy
- 2006 : M'as-Tu Lu? (Magazine littéraire) : Chroniqueur BD
- 2006 - 2016 : L'Auberge du chien noir (Téléroman), Rôle: Dominic Bouchard
- 2007 : Rumeurs (Série télé), Röle infirmier
- 2009 : Les Parents (Téléroman), Rôle : parent
- 2009 - 2011 : Has-Bine (webtv - 94 webisodes), Rôle :; La pieuvre Jean-Dominic
- 2010 : Le club des doigts croisés (Série jeunesse), Rôle
- 2012-2013 : Wannabi (webtv - 8 webisodes), Rôle : Jean-Dominic
- 2013 - 2015 : BDQC (saison 1-2) : Chroniqueur BD
- 2017 : Cheval Serpent (Série télé), Rôle : Politicien
- 2018 : Le Jeu (Série télé), Rôle : Jean-Guy Potvin
- 2018 : Clash (Série jeunesse), Rôle : Dr. Bélanger
- 2019 : L’Effet Secondaire (Série jeunesse), Rôle : Père de Maude
- 2021 : District 31 (Téléroman), Rôle : Martin Jolin
- 2022 : Indéfendable (Téléroman), Rôle : Patrick Cloutier

## Monographie
- Demi-Dieux, 40 ans de super-héros dans la bande dessinée québécoise, Montréal : mem9ire, 2013, 164 p.  (ISBN 9782981415219)
- Les Années Croc, avec Michel Viau, Montréal : Québec Amérique, 2013, 416 p.  (ISBN 9782764411797)
- La Pastèque, 15 ans d'édition, portion entretien, Montréal : La Pastèque, 2013, 272 p.  (ISBN 9782923841489)
- Bédéistes en territoire québécois : 30 ans d'images, portion entretien, Québec : Moelle Graphic , 2015, 106 p.  (ISBN 9782923701431)
- Élixir X, les dessous, entretiens avec Réal Godbout et Pierre Fournier, Librairie Z, 2017
- Jimmy Beaulieu : Dessin libre, Librairie Z, 32 p., 2019
- Philippe Girard : Métamorphoses, Librairie Z, 32 p., 2020
- Louis Rémillard : Été indien, Librairie Z, 32 p., 2020
- Jean-Paul Eid : Cirque de papier, Librairie Z, 32 p., 2021
- Zviane : Hors-cadre, Librairie Z, 32 p., 2021
- Pierre Fournier : Serial Doddler, Éditions BDQ, 32 p., 2022
- Hommages au Capitaine Kébec, Éditions BDQ, 72 p., 2002

## Articles
- Journal de Montréal, Chronique BD (août 2011 - ...)
- Blogue du journal de Montréal, 154 billets BD (février 2012 - juin 2013)
- Safarir, Chronique BD, nos 284-299 (août 2013 - décembre 2014)
- Revue Les Libraires, Chronique BD (décembre 2013 - ...)
- Viva Média, Chronique BD (septembre 2014 -2016)
- « Jocelyn Houde, l'illustre inconnu », Trip no 8, Chelsa, 2014, p. 200-204
- « La bandes dessinées québécoise en tout genre », Collections, vol. 1, no 6, Montréal : Association nationale des éditeurs de livres, 2014, p. 9-16.
- « Claude Cloutier, l'humoriste existentialiste », 24 Images no 170, Montréal, décembre 2014 / janvier 2015, p.34
- « Jocelyn Houde, l'illustre inconnu », Sentinelle, no 1, Montréal : Mem9ire, avril 2015, p. 34-41.
- « Bernie Mireault, un canadien errant », Sentinelle, no 3, Montréal : Mem9ire, novembre 2015, p.30-42
- « Gité, l’énigmatique », Trip no 9, Chelsa, 2016
- « Mahler - Dissection du mythe super-héroïque » Gorgonzola no 16, France : L’Égouttoir, 2016
- « Le fond du trou, Jean-Paul Eid », Trip no 10, Chelsa, 2019

## Romans
- La terrible forêt, Montréal : Editions heritage, collection P’tits frousses, 2023, 48 p.  (ISBN 978-2-89841-089-5)